# Nécropole nationale de Catenoy
La nécropole nationale de Catenoy est un cimetière militaire  de la Première Guerre mondiale situé sur le territoire de la commune de Catenoy dans le département de l'Oise.

## Historique
La nécropole nationale de Catenoy a été créée en décembre 1921. On y a transféré les corps de soldats inhumés dans les cimetières des environs. Des corps de soldats provenant des carrés militaires des cimetières communaux de Clermont, en 1965) et de Creil, en 1970 y ont été ramenés.

## Caractéristiques
La nécropole nationale a une superficie de 0,68 ha et compte 1 752 sépultures individuelles. 1 745 dépouilles de soldats français, d'un soldat russe, de deux pilotes (un australien et un britannique, tués en juin 1918) y reposent ainsi que celles de quatre soldats français tués au cours de la Seconde Guerre mondiale.